# Projeto Jakarta
O Projeto Jakarta criou e mantém vários softwares livres para a plataforma Java. Ele é o "guarda-chuva" de vários outros projetos sob o controle da Apache Software Foundation. Todos os "produtos" Jakarta são licenciados através da licença Apache.
Em 2018, a Oracle moveu o projeto JavaEE, para a Eclipse Fundation, passando a se chamar Jakarta EE na fundação Eclipse 

## Projetos
As maiores contribuições do projeto Jakarta são ferramentas, bibliotecas e frameworks, como :
- BCEL - uma biblioteca para manipulação do bytecode da linguagem Java
- BSF - um framework para scripting
- Cactus - um framework para teste unitário de classes Java utilizadas em aplicações servidoras
- Commons - uma coleção de classes úteis que complementam a biblioteca padrão da plataforma Java
- HiveMind - um framework utilizado na criação de aplicações
- JMeter - uma ferramenta para teste de carga e de desempenho de aplicações
- POI - uma API para Java utilizada para o acesso de arquivos em formatos da Microsoft
- Slide - um repositório de conteúdo que suporta WebDAV
- Tapestry - um framework para criação de aplicações web escritas em Java. Utilizado quando se quer aplicações robustas, rápidas e "escaláveis".
- Turbine - um framework para desenvolvimento rápido de aplicações web.
- Velocity - um robô (engine) utilizado para interpretação de templates

Outros projetos que faziam parte do projeto Jakarta, mas agora são projetos independentes mantidos pela Apache Software Foundation:
- Ant - uma ferramenta utilizada em projetos de desenvolvimento.
- Maven - uma ferramenta para gerenciamento de projetos
- Struts - um framework para desenvolvimento de aplicaços web
- Tomcat - um container para servlets e JSPs